# Det danske stål - et moderne eventyr (kort udg.)
|  | Denne artikel er oprettet af botten Steenthbot ud fra en ekstern database. Den kan derfor have sproglige fejl eller mangler. Denne skabelon kan fjernes efter kontrol af indholdet. |

Det danske stål - et moderne eventyr [kort udg.] er en dansk undervisningsfilm fra 1953 instrueret af Jesper Tvede og efter manuskript af Erik Højsgård.
Filmen er en nedklippet udgave af virksomhedsfilmen Dansk staal, der blev udgivet i 1954. 